# کنی دیکسترا
کنی دیکسترا (انگلیسی: Kenny Dykstra؛ زادهٔ ۱۶ مارس ۱۹۸۶) کشتی‌گیر کشتی حرفه‌ای اهل ایالات متحده آمریکا است.